# Houston (Nebraska)
Houston ist eine Gemeinde (Unincorporated Community) im York County im Süden von Nebraska, Vereinigte Staaten.

## Geografie
Die Gemeinde Houston befindet sich rund 6 Kilometer nordöstlich von York. Die nächstgelegenen größeren Städte sind Grand Island (72 km westlich) und Lincoln (70 km östlich).

## Geschichte
Der Ort wurde 1887 gegründet. Im selben Jahr eröffnete auch ein Postbüro, 1928 schloss es wieder. Namensgeber war der Siedler Joseph D. Houston.

## Verkehr
Der nächstgelegene Flugplatz ist der York Municipal Airport.